# 劉子楨
劉子楨為中國清朝武官官員，本籍浙江。劉子楨於1776年（乾隆41年）奉旨接替金蟾桂，於台灣地區擔任台灣水師協副將。而隸屬台灣鎮之下的此官職是台灣清治時期的這階段，全台灣的海防軍事層級最高武將，其統帥三標水營，數千名水師兵勇。
| 前任： 金蟾桂 | 台灣水師協副將 1776年上任 | 繼任： 陳宗薄 |